# Бойков Іван Тимофійович
Іван Тимофійович Бойков (1920—2002) — гвардії полковник Радянської Армії, учасник Великої Вітчизняної війни, Герой Радянського Союзу (1945).

## Біографія
Іван Бойков народився 2 лютого 1920 року в Мінусинську (нині — Красноярський край) в робітничій сім'ї.
У 1928—1936 роках Бойков навчався в школах в Мінусинську і Новокузнецьку. З лютого 1937 року Бойков працював в Новокузнецьку при 7-й дистанції сигналізації та зв'язку Томської залізниці, був телеграфістом-морзістом, телеграфістом-бодістом, начальником зміни телеграфу.
У 1939 році закінчив аероклуб в Новокузнецьку. У 1940 році Бойков був покликаний на службу в Робітничо-селянську Червону Армію Мінусинським районним військовим комісаріатом Красноярського краю. У березні 1941 року він закінчив військову авіаційну школу пілотів в Новосибірську. З березня 1941 року по жовтень 1942 року був льотчиком-інструктором в тій же школі. У жовтні 1942 року Бойков був відряджений до Москви для перенавчання на штурмовик «Іл-2». У лютому 1942 року вступив в ВКП (б).
З листопада 1942 року — на фронтах Великої Вітчизняної війни. Брав участь в боях на Калінінському, Воронезькому, Степовому, 1-м і 2-му Українському фронтах, був старшим льотчиком, командиром ланки, заступником командира авіаескадрильї, командиром ескадрильї. До травня 1945 гвардії старший лейтенант Іван Бойков командував ескадрильєю 155-го гвардійського штурмового авіаполку (9-ї гвардійської штурмової авіадивізії, 1-го гвардійського штурмового авіакорпусу, 2-ї повітряної армії, 1-го Українського фронту). На той час він зробив 156 бойових вильотів, наносив удари по залізничним ешелонів, аеродромах, скупчень військ противника. Знищив 1 ворожий літак в повітрі і 3 — на землі [1].
Указом Президії Верховної Ради СРСР від 27 червня 1945 року за «зразкове виконання бойових завдань командування на фронті боротьби з німецько-фашистськими загарбниками і проявлені при цьому мужність і героїзм» гвардії старший лейтенант Іван Бойков був удостоєний високого звання Героя Радянського Союзу з врученням ордена Леніна і медалі «Золота Зірка» за номером 4829.
Всього ж за роки війни Бойков зробив 171 успішний бойовий виліт. Після закінчення війни Бойков продовжив службу в Радянській Армії. У 1954 році він закінчив Центральні льотно-тактичні курси удосконалення офіцерського складу. У січні 1956 року в званні полковника був звільнений в запас через хворобу. У січні 1959 — квітні 1969 років Бойков працював головою районного комітету ДТСААФ в Запоріжжі. Проживав в Запоріжжі, займався громадською роботою. Помер 5 травня 2002 року, похований на Капустяному кладовищі в Запоріжжі.

## Нагороди
Був також нагороджений двома орденами Червоного Прапора, орденом Олександра Невського, двома орденами Вітчизняної війни 1-го ступеня, двома орденами Червоної Зірки, медаллю «За відвагу» та низкою інших медалей.